# Groene weide-uil
De groene weide-uil (Calamia tridens) is een nachtvlinder uit de familie van de Noctuidae, de uilen. De soort werd voor het eerst beschreven in 1766 door Johann Siegfried Hufnagel. De voorvleugellengte bedraagt tussen de 17 en 18 millimeter. De soort komt verspreid over Europa voor. Hij overwintert als ei.

## Habitat
De groene weide-uil leeft vooral op graslanden en in heidegebieden.

## Waardplanten
De groene weide-uil heeft als waardplanten allerlei grassen, waaronder pijpestrootje.

## Voorkomen in Nederland en België
De groene weide-uil is in Nederland niet zo gewoon, vooral voorkomend op zandgronden en in de duinen, en in België een zeer zeldzame soort. De vlinder kent één generatie die vliegt van eind juni tot en met september.